# چگارمان
چگارمان،(چگا=تپه و آرمان=آرزو به معنی تپه ی آرزو) شهری از توابع بخش مرکزی شهرستان اندیکا در استان خوزستان ایران است.

## مردم
مردم این روستا از دو تیره کاظموند(کاظمی)بارونوند(بارانی) طایفه بره بی چاست ایل گندلی دورکی باب می باشند.

## جمعیت
```
براساس 
سرشماری مرکز آمار ایران
 
در سال۱۳۹۵
، جمعیت آن ۲ُ۱۶۸ نفر (۴۲۹خانوار) بوده‌است.
```